# Europäisches Justizportal
Das Europäische Justizportal (kurz auch E-Justiz bzw. E-Justice) ist ein Internetportal der Europäischen Union.
Es soll einen einfachen und einheitlichen Zugang zu den E-Government-Diensten und Informationsangeboten der Europäischen Union und der Unionsmitgliedstaaten ermöglichen.

## Hintergrund und Ziele
Der Rat für Justiz und Inneres hat bereits im Juni 2007 beschlossen, dass im Hinblick auf die verstärkte europaweite Nutzung der Informations- und Kommunikationstechnologien (IKT) im Justizwesen, insbesondere durch die Schaffung eines europäischen Portals, weitere Beratungen stattfinden sollten.
Grundlage für das Europäische Justizportal waren dann die Vorgaben im mehrjährigen Aktionsplan 2009–2013 für die Europäische E-Justiz. Ziel war die Entwicklung eines europäischen E-Justiz-Portals. Dieses soll als einziger europäischer Zugangspunkt für den elektronischen Zugang zu rechtlichen Informationen, Justiz- und Verwaltungsorganen, Registern, Datenbanken und anderen Diensten sein. Zudem wurde die Verknüpfung von nationalen Zentral-, Handels- und Gesellschaftsregistern als wichtig angesehen. Dem Datenschutz wurde und wird besonderer Wert beigemessen.
Durch die Entwicklung und den Betrieb des Europäischen Justizportals soll den rechtssuchenden Bürgern, Unternehmen, Juristen, Gerichtsbediensteten und Mediatoren sowie anderen freiberuflich Tätigen und Interessierten ein möglichst zentraler und umfassender Zugang zu den Informationsangeboten der Justiz der EU und der Unionsmitgliedstaaten zur Verfügung gestellt werden und die Schaffung eines europäischen Rechtsraums gefördert werden.
Die erste Version des Europäischen Justizportals wurde während der belgischen EU-Ratspräsidentschaft am 16. Juli 2010 online gestellt. Es umfasste etwa 12.000 Webseiten und wird im Rahmen des übergeordneten Projekts E-CODEX ständig um weitere Webseiten und Funktionen erweitert. Dadurch werden die E-Justiz Systeme der Unionsmitgliedstaaten aus europäischen und nationalen Webseiten gebündelt und Informationen zu Recht und Rechtspraxis können über einen Zugang abgerufen werden.
Das Europäische Justizportal ist in 23 Amtssprachen der EU verfügbar und wird von der Europäischen Kommission verwaltet.

## Inhalte
Das Europäische Justizportal soll allgemein den Zugang zum Recht in der Europäischen Union erleichtern und auch als Kommunikationsplattform dienen. Es enthält zum Beispiel Informationen zu:
- Arbeitshilfen für Gerichte und Juristen (z. B. ECLI[8]),
- Gerichtsbarkeit der EU,
- Gerichtsorganisation der EU-Mitgliedstaaten (mit europaweitem Zuständigkeitsfinder für Zivilgerichte),
- Grundbüchern,
- Hilfestellung für eine Klage,
- Informationen für Opfer von Straftaten,
- Information zu den Rechtsberufen in den Unionsmitgliedstaaten,
- Informationen über geltende Rechtsvorschriften,
- Informationen zu Schulungs- und Fortbildungsangeboten,
- Informationen zu grenzübergreifenden Verfahren,
- Insolvenzregistern (Europäisches Insolvenzregister),[9]
- Zugang zu europäischen und nationalen Rechtsdatenbanken (z. B. dem Europäischen Strafregisterinformationssystem),
- Zugang zu europäischen und nationalen Formularen,
- EU-weiter Finder für Rechtsanwälte, Notare, Gerichtsübersetzer und -dolmetscher, Mediatoren (seit 8. Dezember 2014 online),[10]
- Unternehmensregister,[11]
- Glossare und Terminologiedatenbank.[12]